# Nautilus – kapten Nemos äventyr
Nautilus – kapten Nemos äventyr (engelska: Nautilus) är en brittisk-amerikansk äventyrs- och dramaserie som hade premiär på SVT Play den 12 juni 2024. Serien bygger på Jules Vernes klassiska roman En världsomsegling under havet.

## Handling
Serien kretsar kring kapten Nemo och hans medfångar på straffkolonin i Kalpani som tvingas bygga en jättelik ubåt vid namn Nautilus. Så snart den är klar planerar Nemo och hans förtrogna att fly med hjälp av ubåten.

## Rollista (i urval)
- Shazad Latif – Kapten Nemo
- Georgia Flood – Humility Lucas
- Thierry Frémont – Gustave Benoit
- Pacharo Mzembe – Boniface
- Arlo Green – Turan
- Richard E. Grant  — Ledaren för Karajaan
- Jacob Collins-Levy  — Kapten Youngblood